# Copidognathus rostatellus
Copidognathus rostatellus is een mijtensoort uit de familie van de Halacaridae. De wetenschappelijke naam van de soort is voor het eerst geldig gepubliceerd in 1986 door Bartsch.